# Lecteria
Lecteria is een geslacht van tweevleugelige insecten uit de familie steltmuggen (Limoniidae). De wetenschappelijke naam is voor het eerst geldig gepubliceerd in 1888 door Carl Robert Osten-Sacken.
In dit geslacht worden drie ondergeslachten onderscheiden:
- Lecteria sensu stricto
- Neolecteria
- Psaronius

De soorten komen voor in Zuid-Amerika en Afrika. De typesoort Lecteria armillaris komt voor in Brazilië. Lecteria africana is zoals de naam het zegt een Afrikaanse soort, die ontdekt werd in Belgisch-Congo.

## Soorten
Deze lijst van 42 stuks is mogelijk niet compleet.

### OndergeslachtLecteria
- L. (Lecteria) acanthosoma Alexander, 1969
- L. (Lecteria) acanthostyla Alexander, 1969
- L. (Lecteria) africana Alexander, 1920
- L. (Lecteria) armillaris (Fabricius, 1805)
- L. (Lecteria) atricauda Alexander, 1920
- L. (Lecteria) bicornuta Alexander, 1969
- L. (Lecteria) calopus (Walker, 1856)
- L. (Lecteria) cetrata Alexander, 1969
- L. (Lecteria) duchaillui Alexander, 1923
- L. (Lecteria) fuscitarsis Alexander, 1969
- L. (Lecteria) hirsutipes Riedel, 1920
- L. (Lecteria) laticincta Alexander, 1920
- L. (Lecteria) machadoi Alexander, 1963
- L. (Lecteria) mattogrossae Alexander, 1913
- L. (Lecteria) metatarsalba Alexander, 1920
- L. (Lecteria) microcephala (Bigot, 1858)
- L. (Lecteria) pluriguttata Alexander, 1920
- L. (Lecteria) radialis Alexander, 1956
- L. (Lecteria) reisi Alexander, 1921
- L. (Lecteria) retrorsa Alexander, 1969
- L. (Lecteria) simplex Alexander, 1969
- L. (Lecteria) simpsoni Alexander, 1920
- L. (Lecteria) tanganicae Alexander, 1921
- L. (Lecteria) tibialis Alexander, 1923
- L. (Lecteria) triacanthos Alexander, 1920
- L. (Lecteria) uniarmillata Alexander, 1956
- L. (Lecteria) upsilon Alexander, 1969
- L. (Lecteria) vasta Alexander, 1921

### OndergeslachtNeolecteria
- L. (Neolecteria) bipunctata Edwards, 1926

### OndergeslachtPsaronius
- L. (Psaronius) abnormis Alexander, 1914
- L. (Psaronius) brevisector Alexander, 1936
- L. (Psaronius) brevitibia (Alexander, 1920)
- L. (Psaronius) fuscipennis (Alexander, 1914)
- L. (Psaronius) legata Alexander, 1948
- L. (Psaronius) manca (Alexander, 1921)
- L. (Psaronius) obliterata Alexander, 1913
- L. (Psaronius) obscura (Fabricius, 1805)
- L. (Psaronius) pallipes (Alexander, 1920)
- L. (Psaronius) pygmaea (Alexander, 1914)
- L. (Psaronius) triangulifera (Alexander, 1921)